# Churchs Ferry
Churchs Ferry ist ein Census-designated place (CDP) im Westen des Ramsey County in North Dakota. Der Ort liegt am Westufer des Big Coulee, einem Zufluss des Devils Lake.
1886 eröffnete Irvine Church eine Fähre über den Big Coulee. Vorher musste man über den See fahren, um zum Westufer des Sees zu gelangen. Später fiel das Tal trocken. 1894 wurde die Siedlung Church’s Ferry angelegt und 1897 als Gemeinde gegründet. Seit 1910 sank die Bevölkerungszahl, die in dem Jahr 457 betragen hatte. 1988 wurde die Schule im Ort geschlossen.
Nachdem der Pegel des Devils Lake in jüngerer Zeit wieder stieg, verließen die meisten Menschen und Unternehmen den Ort. Viele zogen nach Leeds oder Devils Lake. Im Mai 2011 wurde nach einer Überflutung die letzte Kirche im Ort aufgegeben und das Abwassersystem stillgelegt. Im Januar 2012 wurde über die Auflösung der Gemeinde abgestimmt: mit fünf zu zwei Stimmen wurde der Vorschlag abgelehnt. Der Zensus im Jahr 2020 erfasste  neun Einwohner. An einer erneuten Abstimmung im Juno 2022 nahmen sechs Wähler teil. Mit fünf zu einer Stimme wurde die Auflösung der City beschlossen. Seit April 2023 wird Churchs Ferry als CDP geführt.